# Ant Hill Glacier
Ant Hill Glacier är en glaciär i Antarktis. Den ligger i Östantarktis. Nya Zeeland gör anspråk på området. Ant Hill Glacier ligger 741 meter över havet.
Terrängen runt Ant Hill Glacier är varierad. Trakten är obefolkad. Det finns inga samhällen i närheten. 